# Sybra multicoloripennis
Sybra multicoloripennis là một loài bọ cánh cứng trong họ Cerambycidae.